# Cabinet Stresemann II
République de Weimar
Stresemann I Marx I
Le second cabinet Stresemann, du nom du chancelier allemand Gustav Stresemann, est en fonction du 6 octobre 1923 au 23 novembre 1923.

## Composition
| Portefeuille                                         | Titulaire | Titulaire                                   | Parti   |
| ---------------------------------------------------- | --------- | ------------------------------------------- | ------- |
| Chancelier du Reich Ministre des Affaires étrangères |           | Gustav Stresemann                           | DVP     |
| Vice-chancelier                                      | Vacant    | Vacant                                      | Vacant  |
| Ministre de l'Intérieur                              |           | Wilhelm Sollmann (jusqu'au 03/11/1923)      | SPD     |
| Ministre de l'Intérieur                              |           | Karl Jarres (à partir du 11/11/1923)        | DVP     |
| Ministre des Finances                                |           | Hans Luther                                 | Indép.  |
| Ministre de l'Économie                               |           | Joseph Koeth                                | Indép.  |
| Ministre du Travail                                  |           | Heinrich Brauns                             | Zentrum |
| Ministre de la Défense                               |           | Otto Gessler                                | DDP     |
| Ministre de la Justice                               |           | Gustav Radbruch (jusqu'au 03/11/1923)       | SPD     |
| Ministre de l'Alimentation et de l'Agriculture       |           | Gerhard von Kanitz (à partir du 22/10/1923) | Indép.  |
| Ministre de la Reconstruction                        |           | Robert Schmidt (jusqu'au 03/11/1923)        | SPD     |
| Ministre des Territoires occupés                     |           | Johannes Fuchs                              | Zentrum |
| Ministre des Postes                                  |           | Anton Höfle                                 | Zentrum |
| Ministre des Transports                              |           | Rudolf Oeser                                | DDP     |